# Хинтон (Западна Вирџинија)
Хинтон (енгл. Hinton) град је у америчкој савезној држави Западна Вирџинија.

## Демографија
По попису из 2010. године број становника је 2.676, што је 204 (-7,1%) становника мање него 2000. године.
| Група             | 2000.         | 2010.         |
| Белци             | 2.641 (91,7%) | 2.452 (91,6%) |
| Афроамериканци    | 158 (5,5%)    | 143 (5,3%)    |
| Азијати           | 6 (0,2%)      | 12 (0,4%)     |
| Хиспаноамериканци | 21 (0,7%)     | 14 (0,5%)     |
| Укупно            | 2.880         | 2.676         |